# Giro del Veneto 1945
Il Giro del Veneto 1945, diciannovesima edizione della corsa, si svolse il 4 novembre 1945 su un percorso di 202 km con partenza e arrivo a Padova. Aperto a professionisti e dilettanti, fu vinto dall'italiano Luigi Casola, che completò il percorso in 6h01'20" precedendo in volata i connazionali Orfeo Falsiroli e Giuseppe Magni. Parteciparono 45 ciclisti.

## Percorso
Partita da Padova, sede della società organizzatrice, la S.C. Padovani, la corsa attraversò nell'ordine Cittadella, Bassano del Grappa, Marostica, Breganze, Thiene, Schio, Valli del Pasubio, il Passo Xon, Recoaro Terme, Valdagno, Vicenza, Agugliaro, Vo' e Teolo, e si concluse sulla pista del Campo Sportivo Monti a Padova.

## Ordine d'arrivo (Top 10)
| Pos. | Corridore          | Squadra       | Tempo    |
| ---- | ------------------ | ------------- | -------- |
| 1    | Luigi Casola       | S.C. Mara     | 6h01'20" |
| 2    | Orfeo Falsiroli    | C.C. Lombardo | s.t.     |
| 3    | Giuseppe Magni     | U.S. Azzini   | s.t.     |
| 4    | Silvio Furlan      | U.S. Azzini   | s.t.     |
| 5    | Walter Bettella    | -             | s.t.     |
| 6    | Giovanni Corrieri  | Viscontea     | s.t.     |
| 7    | Giuseppe Carraro   | -             | s.t.     |
| 8    | Attilio Lambertini | -             | s.t.     |
| 9    | Renato Meneghetti  | -             | s.t.     |
| 10   | Giovanni Pinarello | -             | s.t.     |